# 青城镇 (和顺县)
青城镇 ，是中国山西省晋中市和顺县下辖的一个乡镇级行政单位。

## 行政区划
青城镇 共辖以下地区：
青城村、井洼村、新庄村、大川口村、大川沟村、柳科村、石家庄村、松垴村、圪检洼村、关地沟村、胳膊堂村、柏木槽村、石掌沟村、百备村、朝坡村、大窑底村、东窑村、后当城村、前虎峪村、后虎峪村、寺铺村、神堂峪村、石叠村、土岭村、王汴村、小西沟村、赵庄峪村、石驮坪村、大雨门村。
晉中青城鎮政府門戶網站